# Краљевска библиотека у Стокхолму
Краљевска библиотека у Стокхолму је шведска национална библиотека, смештена у Хумлегардену у Стокхолму. Библиотека сакупља и чува сву штампану грађу која је објављена у Шведској од 1661. године. Шведски национални архив аудио и видео записа постао је део Краљевске библиотеке. Од тада је Краљевска библиотека одговорна и за прикупљање аудио-визуелних медија. Краљевска библиотека је шведска државна агенција и налази се под управом владе.
Збирке библиотеке отворене су за све, али активности су углавном усмерене на истраживачку заједницу. Материјал из шведске збирке није могуће позајмљивати код куће, већ се мора проучавати у библиотеци. Већина материјала се чува на посебном одељењу и мора бити унапред наручена. 2014. покренута је претрага бесплатног текста путем веба у свим издањима неколико шведских новина; новине старије од 115 година могу се читати у целини.
Краљевска библиотека пресељена је у своју тренутну зграду у Хумлегардену између 1877. и 1878. Кућу је дизајнирао Густав Дал и подигнут је у иновативној технологији ливеног гвожђа. Два крила су грађена од 1926. до 1927. године по цртежима Акела Андерберга. Краљевска библиотека је државни споменик од 1935. године.

## Делатност
Краљевска библиотека је државно управно тело које је под управом Министарством просвете. Национални библиотекар од 1. марта 2012. је Гунила Херденберг. Национална библиотека је такође библиотека за истраживање хуманистичких наука, која купује истраживачку литературу на више језика.

### Збирке
Колекција библиотеке садржи преко 18 милиона предмета. Поред књига, у збиркама се налазе и постери, слике, рукописи и рекламне графике. Аудиовизуелна колекција садржи више од 7 милиона снимљених сати радија, телевизије и музике. Библиотека управља личним архивима, између осталих, Астрид Линдгрен, Аугуст Стриндберг и Даг Хамаршелд.

### Kulturarw3
1996. године, Краљевска библиотека покренула је пројекат Kulturarw3 са циљем прикупљања и архивирања шведских веб локација. У 2014. години у колекцији је било нешто више од 5 милијарди објеката, што одговара отприлике 350TB података. То чини колекцију јединственом у свету. Сврха збирке је приказати данашње веб објављивање и омогућити будућим генерацијама за истраживање.

### Сарадња са Краљевском библиотеком
Краљевска библиотека је одговорна за координацију библиотечког сектора. Ово између осталог подразумева вршење националног прегледа, промовисање координације, расподелу грантова и прикупљање статистичких података. 
Један задатак је преговарање о споразумима о централном лиценцирању како би се олакшао приступ различитим базама података. Библиотека координира бројне стручне и компетентне групе које раде на питањима која се односе на библиотечки свет, на пример, дигитализацију, системе класификације и заједнички именик Либриса. Такође организује обуке и подржава пројекте везане за библиотеке.

## Историја
Основа онога што се данас назива Краљевска библиотека датира још од дана Густава Васа. Краљ је набављао књиге из историје, науке, теологије и мапе. Збирке су проширили Ерик XIV, Јохан III и Карл IX и чували су у дворцу Три круна. Неке су књиге купљене у иностранству, а неке су одузете из шведских манастира за време реформације. Године 1620. Густав II Адолф поклонио је деo краљевске збирке књига и тиме поставио темељ Универзитетској библиотеци у Уппсали.
Током тридесетогодишњег рата, збирка је такође проширена са неколико ратних промена. Између осталог, освојена је бискупска библиотека у Вурзбургу 1631. године, библиотеке Олмутз 1642. године и Краљевска библиотека у Прагу 1649. У вези с тим, такозвана Ђаволова Библија (Codex Gigas) из 13. века донета је у Стокхолм. Већи део овог материјала краљица Кристина донела је са собом у Рим кад је напустила Шведску 1654. Међутим, краљевске колекције наставиле су да расту под Карлом X Густавом путем више ратних размена и куповина у иностранству.
У складу са уредбом канцеларије из 1661. године, свe штампаријe у Шведској по закону су морали да доставе две копије свега што су одштампали - један примерак за Национални архив, а други за Националну библиотеку. Уместо да набави новообјављену литературу у истраживачке сврхе, декрет је одразио жељу велике моћи да изврши државну контролу и цензуру.
Велики део библиотеке изгорео је током великог пожара 1697. године, када је изгубљено 17.286 свезака и 1,103 рукописа. Преживело је само 6.700 свезака и 283 рукописа. Након тога, књиге су привремено чуване у разним домовима племића у Стокхолму, прво у кући грофа Лилиеа на тадашњем Тргу Нормалм (1697-1702), а потом у палати Бонде (1702-1730) и кући грофа Пер Брахеа на Хелгеандсхолмену (1730-1768). Коначно, 1768. године, колекције су пресељене у североисточно крило нове краљевске палате.
Збирка је додатно расла у свом новом дому када је Архив антиквитета распуштен 1780. године, а већина тамошњих књига пренета је у Националну библиотеку. Године 1792. Густав III је поклонио својој приватној библиотеци 14.500 дела, а четири године касније, Густав IX Адолф поклонио је 7.500 дела. Као резултат тога, Национална библиотека је до 1814. године имала око 40.000 дела.
Неколико великих збирки књига, било дарованих или купљених, стигло је у Народну библиотеку у 19. веку. Простор у палати је био ограничен и потребан је нови дом за колекције. 1877. године Национална библиотека преселила се у нове, наменске просторије у Хумлегардену. Библиотека је почела да поставља електрично осветљење 1887. године, али библиотека није у потпуности добила струју до 1964. године.

### Крађе књига
Године 2004. откривено је да су украдене десетине ретких књига из њене збирке. Накнадна истрага открила је да је лопов био Андерс Буриус, старији библиотекар који је радио у Националној библиотеци. Најмање 62 књиге украдене су, а само неколико је обновљено, неке уз помоћ ФБИ-ја. Неке од књига које још увек недостају су дела Јоханеса Кеплера, Томаса Хобеса и Кристијана Хујгенса. У библиотеци се налази списак књига које недостају.

## Зграда библиотеке
У почетку су се збирке краљевских књига чувале у Краљевској палати (Три круне), која је изгорела 1697. године. Национална библиотека уселила се у своју тренутну зграду у Хумлегардену у децембру / јануару 1877/1878. Зграду је пројектовао Густаф Дахл и изграђен је од ливеног гвожђа. Два крила су додата 1926.
Национална библиотека отворена је у пролеће 1997. године након свеобухватних преправки и допуна. Два велика подземна одељка, које су уграђене у подножје испод зграде, сада садрже већину библиотека, док библиотечки покровитељи, други посетиоци и запослени деле простор у главној згради.
Нови одељак, који се зове Анекс, садржи аудиторијуме, изложбене собе и читаоницу за новине. Много шведских дневних новина и велики број страних новина доступни су на микрофилму и у дигиталном алату за претраживање у читаоници микрофилма.